# 覃晓航
覃曉航（1952年07月30日—2012年04月10日），壯族，廣西馬山縣人。畢業於廣西民族大學、中央民族大學，曾任 《民族語文》編委、《漢藏語學報》副主編、中央民族大學中國少數民族語言與古籍研究所所長、中央民族大學博士生導師 。
覃曉航同志主要從事漢藏語特別是壯侗語及方塊壯字研究，也涉及漢語、壯侗語與南亞語關係的研究，其在壯語語法方面的研究有突破性的成就，同時他還是同行中爲數不多能使用英文撰寫論文發表的學者。

## 人物生平

### 早年生涯
1952年7月30日，覃曉航出生於廣西省邕寧專區馬山縣（即今廣西壯族自治區南寧市馬山縣）。他16歳時即1968年響應國家「上山下鄉」的號召進行插隊，隨後參與工作。

### 求學經歷
文革結束之後，即1978年9月他參加高考，就讀於廣西民族大學，1982年7月畢業並獲得中國語言文學學生學位；1984年9月考上中央民族大學的研究生，1987年7月畢業，並獲中國少數民族語言文學專業碩士學位；2003年9月考取中央民族大學攻讀中國少數民族語言文學專業博士學位，2006年6月畢業，獲得中國少數民族語言文學專業博士學位。

## 頭銜稱號[1]
- 全國重點學科中國少數民族語言文學學科帶頭人

- 北京市重點學科語言學和應用語言學學科帶頭人

- 國家社會科學基金初審專家

- 教育部哲學社會科學研究項目初審專家

- 國家社會科學基金項目成果鑑定專家

- 國家民委高級技術職務評定委員會委員

- 北京市高校青年骨干教師

- 北京市高校學科帶頭人

- 泰國瑪希隆大學博士後、特聘教授、學位委員會委員

- 廣西民族大學兼職教授

- 《漢藏語學報》副主編

- 《民族語文》第四屆編委

- 中國民族語言學會常務理事

- 「211工程」第三期重點學科建設項目中國少數民族語言研究方麵團隊負責人

## 個人作品
覃曉航致力於漢藏語特別是壯侗語及方塊壯字研究，也涉及漢語、壯侗語與南亞語關係的研究，其在壯語語法方面的研究有突破性的成就，據不完全統計，覃曉航已發表學術論文126篇，其中近百篇文章發表在權威期刊、核心期刊上，在國外發表了15篇論文、1本專著，同時還出版國內了10本學術著作。
他的代表專著有《方塊壯字研究》、《壯語通論》、《侗台語語源探索》、《壯語詞彙學》、《壯語特殊語法研究》等。其中，《壯語通論》獲2008年北京高等教育精品教材獎、《現代壯漢語比較語法》獲北京市第三屆哲學社科優秀成果獎、《壯語特殊語法現象研究》獲北京市第四屆哲學社科優秀成果獎。而《現代壯漢語比較語法》與《壯語特殊語法現象研究》這兩本關於壯語語法的研究性著作，被國內外著名同行專家譽為「填補空白、很有突破性、科研推動教學的成功力作」，成為國外語言學家進行生成語法研究的藍本和國內外學者引證的經典。
除了對壯語語法有深入的研究，他還對壯語語源研究有所涉獵，並發表了專著《嶺南古越人名稱文化探源》。其中關於「駱越」語源的考證被哈佛大學教授魏根深（Wilkenson）博士在其專著《中國歷史研究手冊》（哈佛大學出版）中引用。
他出版的專著《方塊壯字研究》備受學界同行們的認可，認為此書「有所突破」「有所創新」「甚見功底」，是開拓創新、超越前人的傑作；學術雜誌也發表評論，稱此書為研究方塊壯字的「里程碑」「開山之筆」，內容「博大精深」，是不可多得的「學術奇葩」「學科前沿力作」。

## 外部連結
- 深切緬懷覃曉航教授 （页面存档备份，存于）
- 廣西民族大學校友 （页面存档备份，存于）